# Miguel Ligero Rodríguez
Miguel Ligero Rodríguez (Madrid, 21 ottobre 1890 – Madrid, 26 gennaio 1968) è stato un attore spagnolo di teatro, cinema e zarzuela.

## Biografia
Quando era ancora adolescente, abbandonò gli studi per diventare un torero, ma entrò in una Compagnia di recitazione in un teatro per ragazzi. Continuò la carriera teatrale entrando nella compagnia di Enrique Lacasa, fino a quando nel 1917, a 27 anni, diventa un nome di primo piano. All'inizio degli anni trenta inizia un tour attraverso l'Argentina con una compagnia del Teatro di Rivista, e con Las Corsarias inizia a ottenere i primi successi personali. Alla fine del viaggio scoppia la Guerra Civile Spagnola ed è costretto ad emigrare negli Stati Uniti d'America dove recitò in operette e zarzuele, ottenendo un vero trionfo nel ruolo di Don Hilarion nella celebre La Verbena de la Paloma. Debuttò sul grande schermo nel 1926, però sarà a partire dagli anni '30 che si afferma come figura di prim'ordine nella cinematografia spagnola. All'inizio di questa decade recitò a Hollywood con pellicole dirette da Lewis Seiler e David Howard per la 20th Century Fox. Al suo rientro in Spagna, forma un sodalizio artistico con Imperio Argentina e ambedue cominciano a ottenere successi sempre più cospicui a partire da La hermana San Sulpicio di Florian Rey. Dopo la fine della Guerra Civile la sua carriera iniziò a declinare verso il basso, non solo teatralmente ma anche al cinema: di ruoli veramente importanti ne interpreta pochi (come nel caso di El rey de las finanzas nel 1944) nonostante la cinquantina di pellicole alle quali prende parte; i personaggi sono forse un po' ripetitivi ma contribuisce negli anni cinquanta a rispolverare vecchi classici come Morena Clara (1954), ancora La Verbena de la Paloma (1963) o Nobleza baturra (1965), avendo al fianco stavolta Lola Flores, Concha Velasco e Alfredo Landa. Collaborò inoltre a due sceneggiature e nel cinema italiano la sua presenza fu molto scarsa, con soli due film all'attivo; ne iniziò un terzo nel 1943, Il matrimonio segreto sotto la direzione di Camillo Mastrocinque, ma non riuscì a portarlo a termine a causa della guerra e rimase incompiuto. Sposato con la vedette del teatro di rivista e attrice cinematografica Blanca Pozas (1893-1978), ebbe da lei un figlio che intraprese con successo la carriera di costumista. Muore nella capitale spagnola all'età di 77 anni.

## Filmografia (parziale)
- Accadde a Damasco, regia di José López Rubio e Primo Zeglio (1943)
- Fontana di Trevi, regia di Carlo Campogalliani (1960)